# Platja de Llorell
La platja de Llorell, o platja de Santa Maria de Llorell, és una platja semi-natural del municipi de Tossa de Mar (Selva), situada a la badia de Llorell, davant de les urbanitzacions Martossa, Santa Maria de Llorell i Cala Llevadó. La Roca Plana, un grup de roques que entren dins del mar, divideix la platja en dos trams. El tram de la dreta és conegut com a platja de Garbí de Llorell i el de l’esquerra, com a platja de Llevant de Llorell. A l'extrem de la dreta, separada per unes roques, hi ha una petita platja de 23 m de longitud i 8 m d'amplada, delimitada per una formació rocallosa, anomenada Roca Negra, que la separa de la platja de Portopí. Orientada al sud-sud-est, té una longitud total de 382 m i una amplada mitjana de 37 m, formada per sorra molt gruixuda. El pendent d’entrada a l'aigua és una mica pronunciat i el fons marí és de sorra, amb alguns punts rocallosos aïllats.
Disposa de dutxes, aparcament, restaurant, quiosc i lloguer de gandules, para-sols, caiacs, patins de pedals i embarcacions de vela lleugera. També hi ha, a peu de platja, un centre de submarinisme i una escola d'esquí aquàtic.
L'Agència Catalana de l'Aigua efectua un control setmanal de la qualitat de l'aigua, durant la temporada de bany, amb el resultat d'excel·lent.